# Phrynobatrachus njiomock
Phrynobatrachus njiomock es una especie de anfibio anuro de la familia Phrynobatrachidae.

## Distribución geográfica
Esta especie es endémica del Monte Oku en Camerún. Se encuentra entre los 2219 y 2400 m sobre el nivel del mar.

## Publicación original
- Zimkus & Gvoždík, 2013 : Sky Islands of the Cameroon Volcanic Line: a diversification hot spot for puddle frogs (Phrynobatrachidae: Phrynobatrachus). Zoologica Scripta, vol. 42, p. 591-611.[4]